# Joker (film, 2015)
A Joker (eredeti címén: Wild Card) 2015-ben bemutatott amerikai bűnügyi dráma Simon West rendezésében. Az 1986-ban bemutatott, Burt Reynolds főszereplésével készült A Las Vegas-i zsaru című film remake-je. A forgatókönyvet saját Heat című regénye alapján William Goldman írta. A főszereplők Jason Statham, Stanley Tucci, Sofía Vergara, Milo Ventimiglia, Michael Angarano és Anne Heche.
Az Amerikai Egyesült Államokban 2015. január 30-án mutatták be, Magyarországon egy nappal hamarabb, január 29-én szinkronizálva.
A Joker vegyes értékeléseket kapott a kritikusoktól. A Metacritic oldalán a film 17 véleményen alapuló értékelése 40% a 100-ból. A Rotten Tomatoeson 24%-os minősítést kapott, 29 értékelés alapján. A Joker pénzügyileg nem volt sikeres: 30 millió dolláros költségvetésével szemben csupán 6,7 millió dolláros bevételt termelt.
Nick Wild (Statham) teljesen a szerencsejáték megszállottjává vált, emellett másodállásban Las Vegas kaszinóiban keresi kenyerét biztonsági őrként. Szerencsejáték-függősége miatt Nick sokszor pénzügyi nehézségekkel bajlódik, ám hamarosan veszélyes zűrbe keveredik, melyben egyik barátját brutálisan meggyilkolják, majd kiderül, hogy a célpont nem más, mint a helyi maffiózó fia, Danny DeMarco (Ventimiglia).
A film forgatása 2013 elején kezdődött New Orleans, Louisianában. A főforgatást 2013 februárjában kezdték el.

## Cselekménye
|  | Alább a cselekmény részletei következnek! |

Nick Wild (Jason Statham) egy visszatérő szerencsejáték-függő, aki alkalmi munkákból él Las Vegasban, hogy valamilyen szinten eltartsa magát. Vonakodva, de elfogad egy személyes munkát, a milliomos Cyrus Kinnick (Michael Angarano) kérésére; Körbe kell mutatnia Vegas környékeit és biztosítani kell a védelmét, míg szerencsejátékot űz.
Az étteremben a pincérnő átad egy feljegyzést Nicknek, Hollytól (Dominik Garcia-Lorido), melyben arra kéri őt, hogy menjen el a házába. A házban a nő elmagyarázza neki, hogy az előző nap estéjére egy időpontot kapott a "The Golden Nugget" hotelbe. Az időpont után brutálisan megerőszakolta és megverte három ismeretlen férfi a szállodai szobában. Holly arra kéri meg Nicket, hogy derítse ki ezeknek a férfiaknak a kilétét, mert be akarja perelni őket, bár tudatán kívül Nick már a bosszút tervezgeti.
Nick rájön, hogy egy Danny DeMarco (Milo Ventimiglia) nevű gengszter felelős a megerőszakolt Holly miatt. Továbbá kiderül, hogy miután megerőszakolták és megverték a nőt, DeMarco két férfival együtt a kórház parkolójában hagyták. Nick elmegy a szállodába és megpróbál beszélni a hírhedt DeMarcóval. Miután DeMarco és az emberei megpróbálják hidegre tenni Nicket, Nick védekezik és leveri őket. Ezt követően megkötözi őket, és Hollyt elhívja. Ahogy megérkezik a szálloda szobájába, Holly szembesül az ébredező DeMarcóval, valamint az embereivel, bár miután DeMarco megalázkodik és könyörög a lány bocsánatáért, Holly úgy dönt, hogy az asztalában lévő 50 000 $-t elviszi, őt pedig ott hagyja. Kinn a szálloda előtt, elosztja fele-fele arányban DeMarco pénzét Nickkel, és úgy dönt, hogy elhagyja Las Vegast. Amint Holly elindul, Nick elhatározza, hogy elmegy Cyrushoz a kaszinóba és DeMarco pénzével ő is szerencsejátékozik, méghozzá Blackjacket. Nick hirtelen nyerőszériába kerül, és végül összesen 506 000 $-t nyer zsetonokban. Amikor be akarja váltani a pénzt, Nicket azonnal szorongási roham kapja el és elmondja Cyrusnak, hogy bár az 500 000 $ sok éven át elegendő a számára; de ez nem elegendő egy egész életen át. Ezután visszamegy a kaszinó asztalához, ám Nick egy szimpla fogadás végett elveszíti az összes pénzét. A mosdó helységében dühöngve töpreng, hogy miért nem szállt ki végleg. Amikor elhagyná a szállodát, Nicket megtámadja DeMarco emberei és harc alakul ki a kaszinó térségén.
A következő napon, Nick elmegy egy találkozóra Babyvel (Stanley Tucci), aki történetesen Las Vegas maffia főnöke. A találkozás során kiderül, hogy DeMarcótól panasz érkezett Babyhez. DeMarco azt állítja, hogy Nick betört a szállodai szobájába és kikorbácsolta, majd pisztollyal megölt két emberét – mind ezt a saját szerencsejáték-függőség finanszírozására. Baby figyelmezteti Nicket, hogy ha nem tudja bizonyítani az ártatlanságát, akkor meg lesz ölve DeMarco bántalmazásáért és a maffia két tagjának megöléséért. Nick azt mondja Babynek, hogy DeMarco hazudik, majd kifejti Holly megerőszakolását, valamint a két saját emberének megölését, mivel tanújuk volt az élete könyörgésének. Nick, hogy bebizonyítsa az igazát, elmondja Babynek, hogy amikor DeMarco ki volt kötözve, Holly kínozta és belevágott a péniszébe egy ollóval. Baby arra kéri DeMarcot, hogy húzza le a nadrágját a bizonyíték miatt, de mivel ő erre nem hajlandó, Baby arra a következtetésre jutott, hogy DeMarco hazudik, ezért lehetővé teszi Nick elengedését.
Baby találkozása után Nick beül az egyik helyi étterembe egy kávéra. Az étteremben szembesül Cyrusszal. Cyrus felkínál Nicknek egy másik üzletet: segít neki, hogy más ember "legyen", ad 500 000 $-t és egy repülőjegyet Korzikára. Míg Nick fontolgatja az üzleti lehetőséget, DeMarco és az emberei megpróbálják megölni. Nick rájön, hogy DeMarco addig nem áll le, míg meg nem hal, ezért Nick megöli az összes emberével együtt. Mielőtt Nick elhagyná a helyet, Cyrus átadja neki az 500 000 $-os csekket és a repülőjegyet – elmondja neki, hogy kiérdemelte. Elfogadja az ajándékot, ezt követően kezet ráznak, majd Nick elhagyja Las Vegast.
|  | Itt a vége a cselekmény részletezésének! |

## Szereplők
| Színész               | Szereplő      | Magyar hang         |
| --------------------- | ------------- | ------------------- |
| Jason Statham         | Nick Wild     | Epres Attila        |
| Milo Ventimiglia      | Danny DeMarco | Seszták Szabolcs    |
| Stanley Tucci         | Baby          | Kulka János         |
| Sofía Vergara         | D. D.         | Pikali Gerda        |
| Anne Heche            | Roxy          | Majsai-Nyilas Tünde |
| Hope Davis            | Cassandra     | Spilák Klára        |
| Michael Angarano      | Cyrus Kinnick | Hamvas Dániel       |
| Jason Alexander       | Pinky         | Kerekes József      |
| Max Casella           | Osgood        | Széles László       |
| Dominik García-Lorido | Holly         | Bogdányi Titanilla  |

További magyar hangok: Börcsök Enikő, Faragó András, Törköly Levente, Sarádi Zsolt, Dézsy Szabó Gábor,
 Élő Balázs, Csuha Lajos, Király Adrián, Hábermann Lívia, Kis-Kovács Luca, Farkas Zita, Tóth Dorottya, Törtei Tünde, Mesterházy Gyula